# مصاحبه (فیلم ۲۰۰۷)
مصاحبه (انگلیسی: Interview) فیلمی به کارگردانی استیو بوشمی است که در سال ۲۰۰۷ منتشر شد. از بازیگران آن می‌توان به استیو بوشمی، سینا میلر و جیمز فرانکو اشاره کرد.